# Bombenanschlag in Kabul am 5. September 2018
Der Bombenanschlag in Kabul am 5. September 2018 geschah im mehrheitlich schiitischen Stadtviertel Dasht-e-Barchi in Kabul, der Hauptstadt von Afghanistan. Bei dem Anschlag starben 26 Personen sowie ein Attentäter, 91 weitere wurden verletzt.

## Tathergang
Am frühen Abend sprengte sich ein Selbstmordattentäter in einem Wrestling-Club in Dasht-e-Barchi in die Luft. Nachdem Sicherheitskräfte, Journalisten und Ersthelfer zu dem Sportclub geeilt waren, explodierte etwa 40 Minuten später eine Autobombe in der Nähe des ersten Anschlagsortes.

## Täter
Der Islamische Staat reklamierte den Anschlag für sich.

## Opfer
Bei dem Doppelanschlag starben 26 Personen, darunter zwei Journalisten des afghanischen Senders Tolo News und nach Angaben des Leiters des Sportclubs viele Wrestler. Mehr als 90 weitere Menschen wurden verletzt, darunter vier Journalisten.

## Hintergrund
Afghanistan gilt als eines der gefährlichsten Länder für Journalisten.
Am 15. August 2018, drei Wochen zuvor, gab es einen Selbstmordanschlag auf ein Unterrichtszentrum im gleichen Stadtviertel. Dabei starben 48 Personen, 67 wurden verletzt.
Am 30. April 2018 wurden bei einem doppelten Selbstmordanschlag schon einmal neun Journalisten von einem als Reporter verkleideten Selbstmordattentäter getötet. Insgesamt starben bei diesem Anschlag 31 Personen, es gab 50 Verletzte.